# キンモ・イナネン
キンモ・イナネン(Kimmo Albin Innanen、1937年3月12日-2011年8月3日)は、フィンランド系カナダ人の天体物理学者である。

## 初期の人生と教育
カナダのカークランド・レイクで生まれ、トロントで育った。母語はフィンランド語である。トロント大学で航空学の学位を取り、その後、1960年にウォータールー大学で応用数学の修士号、1964年にトロント大学で博士号を取った。

## 研究
1966年にヨーク大学物理学部に移籍し、天体力学、銀河動力学、より最近には太陽系の小惑星等について研究し、100報以上の論文を書いた。1990年、セッポ・ミッコラとともに火星のトロヤ群の存在を予言し、後に発見された。1997年には、地球の最初の共軌道天体であるクルースンの発見に関わった。1986年から1994年まで、科学部局長を務めた。

## 名誉等
1995年にトゥルク大学から名誉学位を受けた。1941年にリイシ・オテルマが発見した小惑星イナネンは、彼の名前に因む。